# Sandskogen
Sandskogen är en tätort i Kävlinge kommun i Skåne län. Orten är i praktiken en förlängning av Löddeköpinge väst om E6, som på grund av motorvägens bredd gör att husen hamnar mer än 200 meter ifrån resten av Löddeköpinge.

## Befolkningsutveckling
| Befolkningsutvecklingen i Sandskogen 1990–2020 | Befolkningsutvecklingen i Sandskogen 1990–2020 | Befolkningsutvecklingen i Sandskogen 1990–2020 | Befolkningsutvecklingen i Sandskogen 1990–2020 | Befolkningsutvecklingen i Sandskogen 1990–2020 |
| ---------------------------------------------- | ---------------------------------------------- | ---------------------------------------------- | ---------------------------------------------- | ---------------------------------------------- |
|                                                |                                                |                                                |                                                |                                                |
| År                                             |                                                |                                                | Folkmängd                                      | Areal (ha)                                     |
| 1990                                           | 1990                                           |                                                | 229                                            | 56                                             |
| 1995                                           | 1995                                           |                                                | 291                                            | 56                                             |
| 2000                                           | 2000                                           |                                                | 397                                            | 56                                             |
| 2005                                           | 2005                                           |                                                | 533                                            | 57                                             |
| 2010                                           | 2010                                           |                                                | 621                                            | 57                                             |
| 2015                                           | 2015                                           |                                                | 689                                            | 73                                             |
| 2020                                           | 2020                                           |                                                | 730                                            | 73                                             |
| Anm.: Ny tätort 1990                           |                                                |                                                |                                                |                                                |